# Seenotrettungsstation Borkum

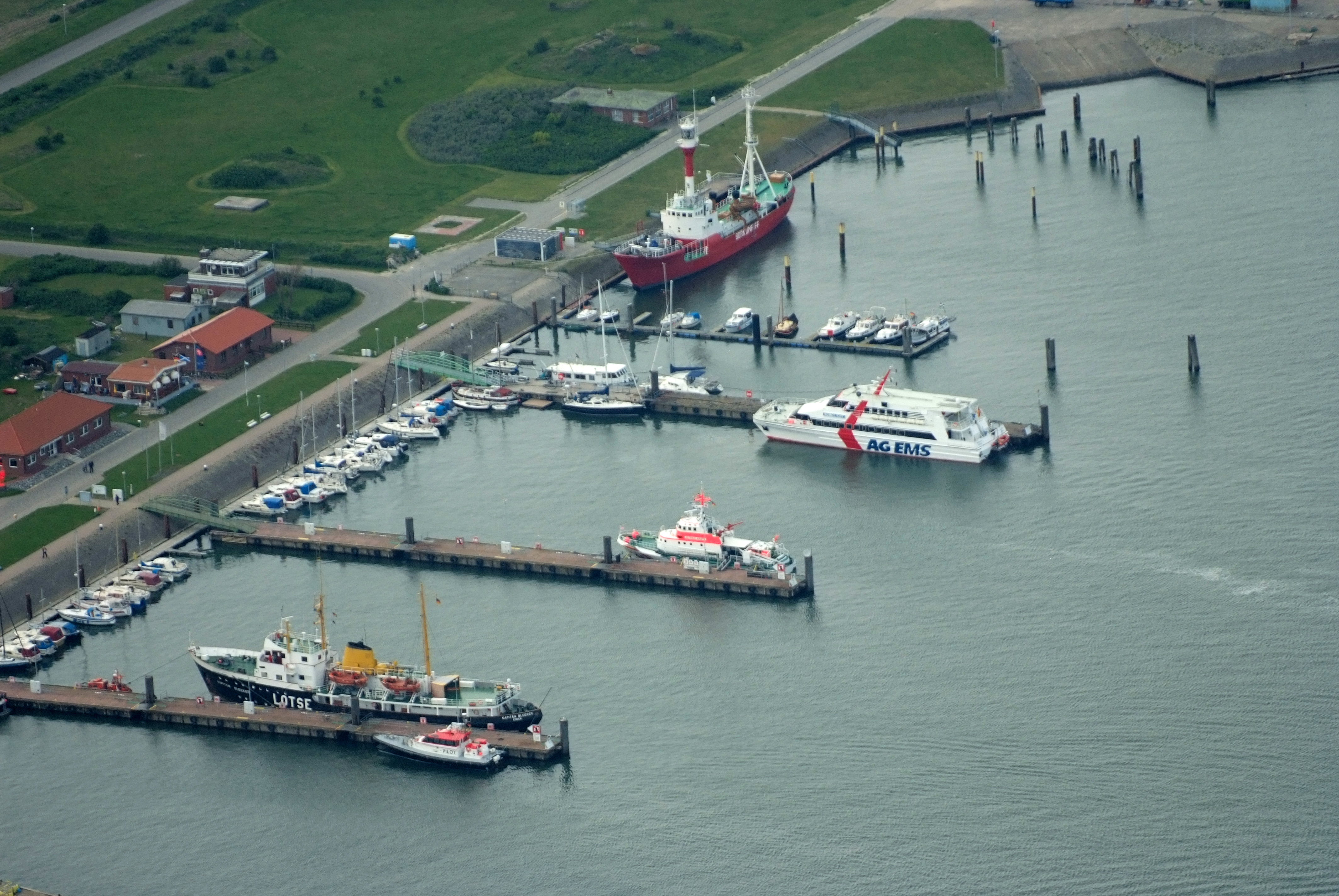
Hafen Borkum mit SK ALFRIED KRUPP

Die Seenotrettungsstation Borkum ist die westlichste Station der Deutschen Gesellschaft zur Rettung Schiffbrüchiger (DGzRS) an der Nordsee. Auf der ostfriesischen Insel Borkum hat sie für die Seenotrettung im Schutzhafen einen Seenotrettungskreuzer (SRK) stationiert. Wie alle Kreuzer der Gesellschaft ist das Schiff permanent von einer fest angestellten Besatzung besetzt, um jederzeit auslaufen zu können. Zur Schonung der Motoren werden diese während der Liegezeit permanent auf 40 bis 45 Grad vorgewärmt, damit nach dem Auslaufen schnell auf Höchstgeschwindigkeit gewechselt werden kann.

## Alarmierung
Der Seenotkreuzer wird wie seine Vorgänger durch eine fest angestellte Besatzung geführt und ist rund um die Uhr einsatzbereit. Die diensthabenden vier Seenotrettern leben permanent auf dem Kreuzer und werden alle zwei Wochen abgelöst. Insgesamt stehen neun hauptamtliche Kräfte zur Verfügung, die bei Bedarf von Freiwilligen unterstützt werden. Während der Dienstzeit wird laufend der Schiffsfunk mitgehört, um im Notfall sofort auslaufen zu können. Die Alarmierung erfolgt ansonsten durch die Zentrale der DGzRS in Bremen, wo die Seenotleitung Bremen (MRCC Bremen) ständig alle Alarmierungswege für die Seenotrettung überwacht. Für Zusammenkünfte und weitere Arbeiten steht seit 2001 ein neues Stationsgebäude hinter der Anlegebrücke im Schutzhafen. 

## Aktuelle Rettungseinheit
Seit April 2020 liegt die HAMBURG an der Brücke II im Schutzhafen Borkum. Sie ist der vierte Neubau eines SRK der aktuellen Bauserie der 28-Meter-Klasse. Der Name ist eine Reverenz an die Hafenstadt Hamburg und ihrer langjährigen Verbundenheit mit den Seenotrettern. Als viertes Schiff der DGzRS mit diesem Namen fand am 30. März 2019 am Hamburger Jungfernstieg die offizielle Kiellegung des Seenotkreuzers statt. Aufgrund der COVID-19-Pandemie erfolgte die Taufe am 28. Juli 2020 bei einer internen Zeremonie auf der Basis in Bremen und nicht wie geplant vor der Elbphilharmonie. Der Name für das Tochterboot ist ST.PAULI.
Alle Kreuzer dieser Klasse wurden auf der Fassmer-Werft in Berne gebaut. Wie alle modernen Seenotrettungskreuzer sind sie als Selbstaufrichter konstruiert und können sich nach einer Kenterung wieder von selbst in die aufrechte Schwimmlage bringen. Gegenüber den älteren SRK besitzen diese Boote eine vollständig geschlossene Brücke, die der Besatzung eine größere Sicherheit bietet und die technische Ausrüstung besser schützt. Durch das Datenbussystem an Bord können sämtliche Funktionen von dort aus überwacht und gesteuert werden. Dabei sind die vier Besatzungsmitglieder in der Lage, auf allen Positionen die notwendigen Tätigkeiten auszuführen. Verantwortlicher Schiffsführer ist in jedem Fall der Vormann.

## Einsatzgebiet und Zusammenarbeit
Der Seenotkreuzer liegt nur rund 200 Meter von der Hafeneinfahrt zum Einsatz bereit. In der Nähe der Brücke II auf der westlichen Hafenseite liegt auch das Stationsgebäude der DGzRS. Das Revier der Seenotretter ist der Mündungstrichter der Ems mit den zahlreichen Sandbänken und die offene See mit den Schifffahrtswegen der Nordsee. Das Spektrum der Hilfseinsätze reicht von der Großschifffahrt und dem Fährverkehr über die Fischerei bis zum Wassersport. Auch die Offshore-Windkraftanlagen nördlich von Borkum erfordern Einsätze der Retter. Daneben erfolgen Einsätze im normalen Rettungsdienst, wenn Kranke oder Verletzte weder per Fähre noch per Hubschrauber von der Insel zum Festland gebracht werden können.
Bei Rettungsaktionen im Revier erfolgt durch den Seenotkreuzer die Unterstützung der Nachbarstationen:
- Boot der Seenotrettungsstation Juist
- Kreuzer der Seenotrettungsstation Norderney

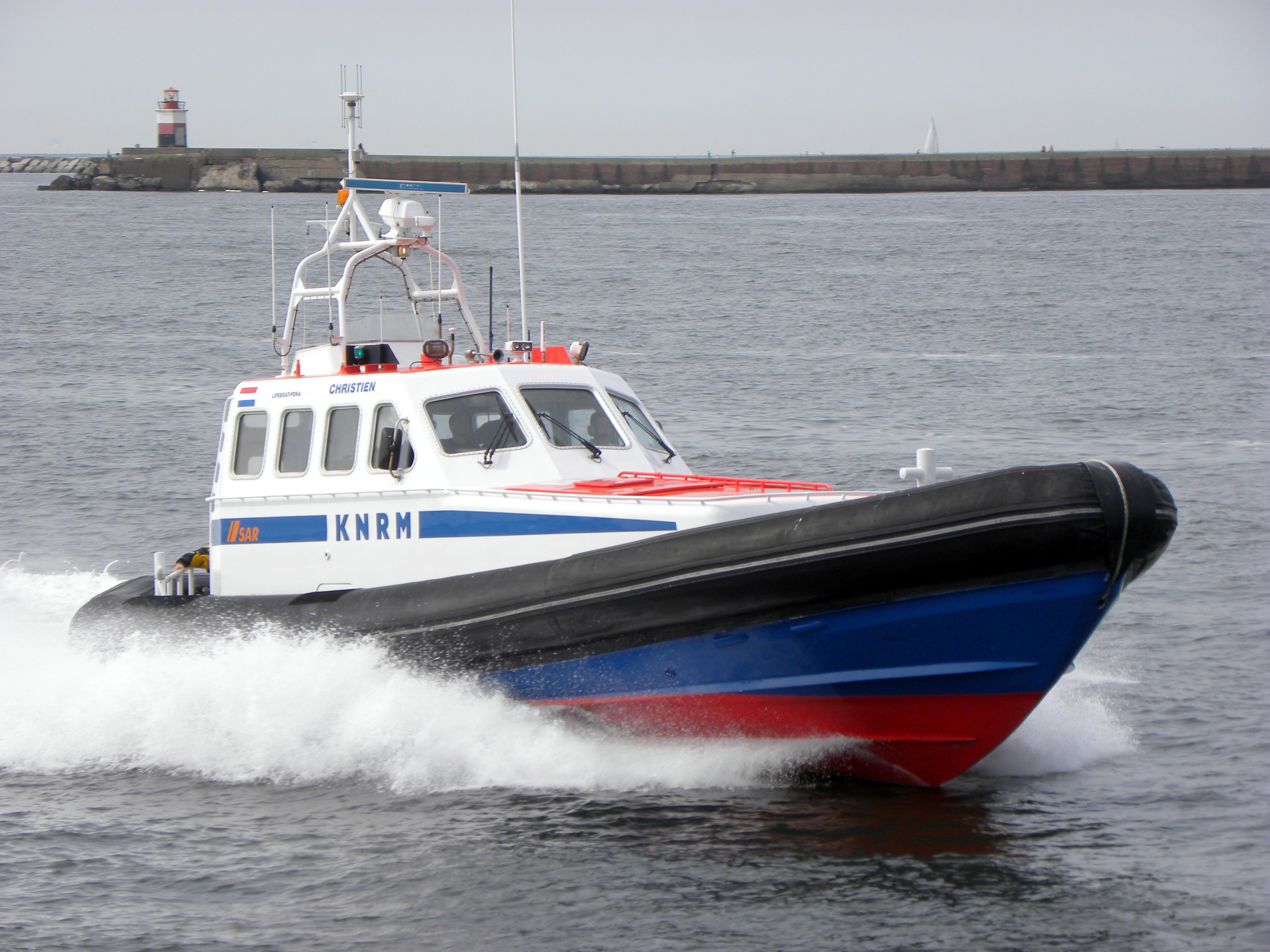
Boot der Johannes-Frederik-Klasse der KNRM

Durch die Lage im Grenzgebiet zu den Niederlanden erfolgt bei vielen Einsätzen eine enge Zusammenarbeit mit den Kollegen der KNRM, die von dem am nächsten gelegenen Hafen am Festland Eemshaven aus operieren. Dort liegt das 14 Meter lange Festrumpfschlauchboot JAN EN TITA VISSER, ein Boot der Johannes-Frederik-Klasse. Im Gegensatz zu den deutschen besitzen die niederländische Boote einen Wasserstrahlantrieb, der es mit 1360 PS Antriebsleistung auf 34 Knoten Geschwindigkeit bringen kann.

## Geschichte

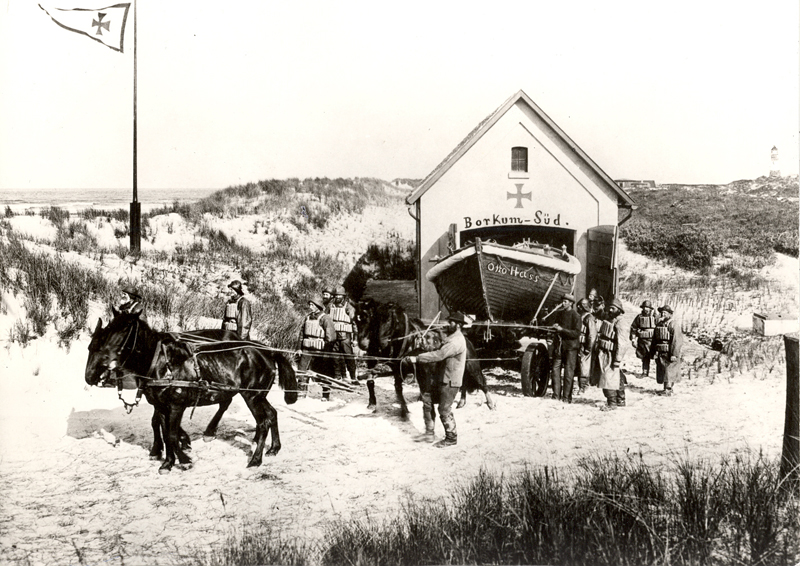
Rettungsstation Borkum-Süd mit Ruderrettungsboot OTTO HASS

Nach der Insel Juist errichtete der Emder Verein zur Rettung Schiffbrüchiger in Ostfriesland 1862 auch auf Borkum eine erste Rettungsstation. Gelegen an der Südwestdüne im Westland erhielt die Station Borkum-Süd das Ruderrettungsboot OSTFRIESLAND. Hintergrund war die Strandung der Brigg ALLIANCE vor Borkum am 10. September 1860. 1863 folgte eine zweite Station im Ostland mit dem Boot UPSTALSBOOM, das ebenfalls in einem hölzernen Rettungsschuppen vorgehalten wurde. Beide Boote waren vom Typ Francis. 1868 übernahm die DGzRS beide Stationen und ersetzte im Laufe der Jahre mehrfach die dort stationierten Rettungsboote. So wurde ab 1894 bis 1922 das Deutsche Normalrettungsboot OTTO HASS an der Station Borkum-Süd eingesetzt. Dieses Boot war bei der Bergung des Vorpostenbootes LISTER TIEF beteiligt und ist im Heimatmuseum der Insel ausgestellt. Auf der Oststation lag 1910 das Boot SCHWABEN.
Von dieser exponierten Station in der Nordsee wurden ab 1927 Motorrettungsboote eingesetzt, die in der nachfolgenden Tabelle mit ihren Daten gelistet sind. Erwähnenswert ist das Holzboot HINDENBURG (II), das erstmals mit einem geschlossenen Ruderhaus ausgestattet war, um der Besatzung mehr Schutz zu bieten. Als Komfort-Ausstattung hatte das Boot Warmwasserheizung, eine Kücheneinrichtung und sechs Schlafplätze. Aufgrund ihrer Größe konnte es bis zu 70 Gerettete an Bord aufnehmen. Am 28. November 1940 kam sie von einer Einsatzfahrt nicht zurück.
Eine weitere Besonderheit war das Doppelschrauben-Motorrettungsboot KONSUL KLEYENSTÜBER, denn es besaß schon viele Eigenschaften, wie sie Rettungsboote heutzutage standardmäßig aufweisen, wie beispielsweise Doppelrumpfbauweise und die Unterteilung in wasserdichte Abteilungen. Nach dem Krieg wurde das schon außer Dienst gestellte Boot reaktiviert und Anfang der 1950er Jahre zum Versuchskreuzer BREMEN (III) umgebaut. Mit seinem Turmaufbau und der charakteristischen Rumpfform gilt sie als Vorläufer der späteren Seenotrettungskreuzer.
Ab 1957 stationierte die DGzRS die neu entwickelten Seenotrettungskreuzer auf Borkum, die im zweiten Teil der Tabelle aufgeführt sind. Als fahrfähiges Museumsschiff liegt noch der Kreuzer GEORG BREUSING im Emder Ratsdelft und kann dort besichtigt werden. Erwähnenswert ist das Unglück der ALFRIED KRUPP, die bei einem Einsatz am 1. Januar 1995 kenterte, wobei zwei Seenotretter ihr Leben verloren.
Die Kreuzer bleiben bis zu 30 Jahre bei der DGzRS im Einsatz, einer Betriebszeit, während der in der Regel noch genügend Ersatzteile der technischen Ausrüstung verfügbar sind. Um immer auf dem neusten Stand der Technik zu sein ist es für die DGzRS günstiger, anstelle von umfangreichen und aufwendigen Revisionen an 'alten' Booten, einen Neubau zu beschaffen.

## Rettungseinheiten auf Borkum

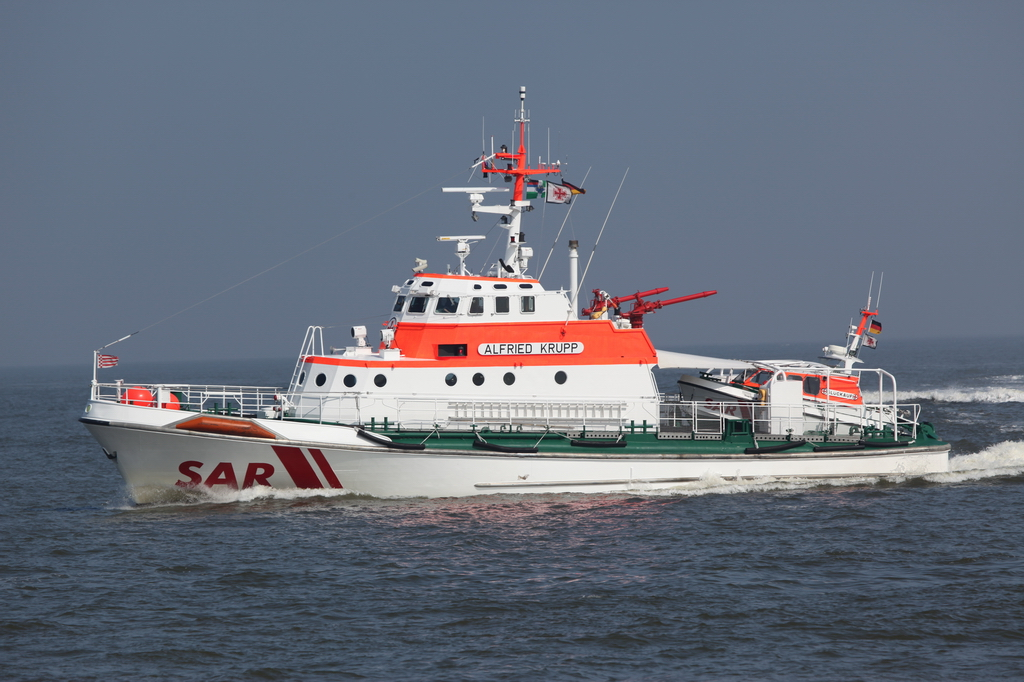
ALFRIED KRUPP
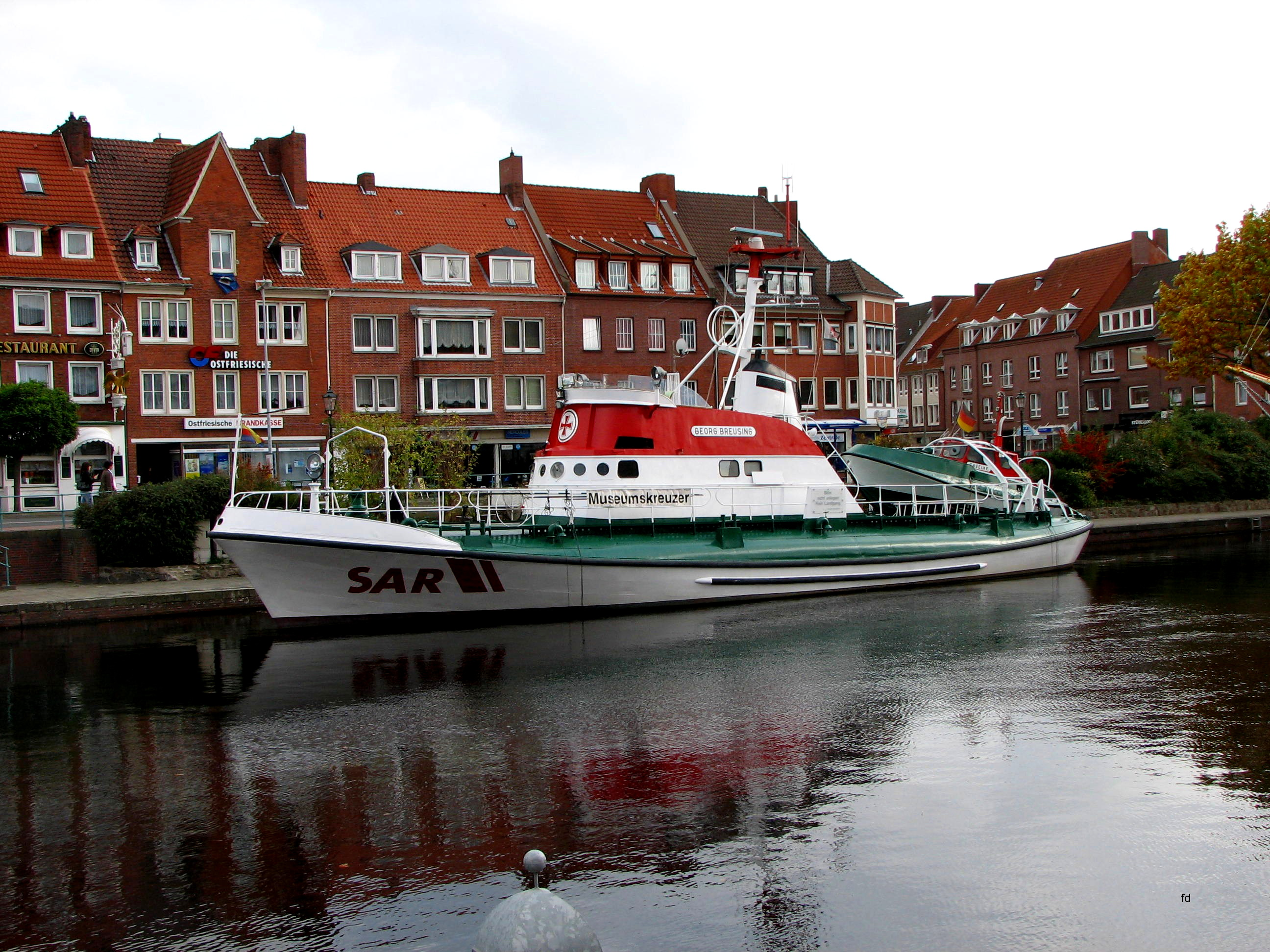
GEORG BREUSING
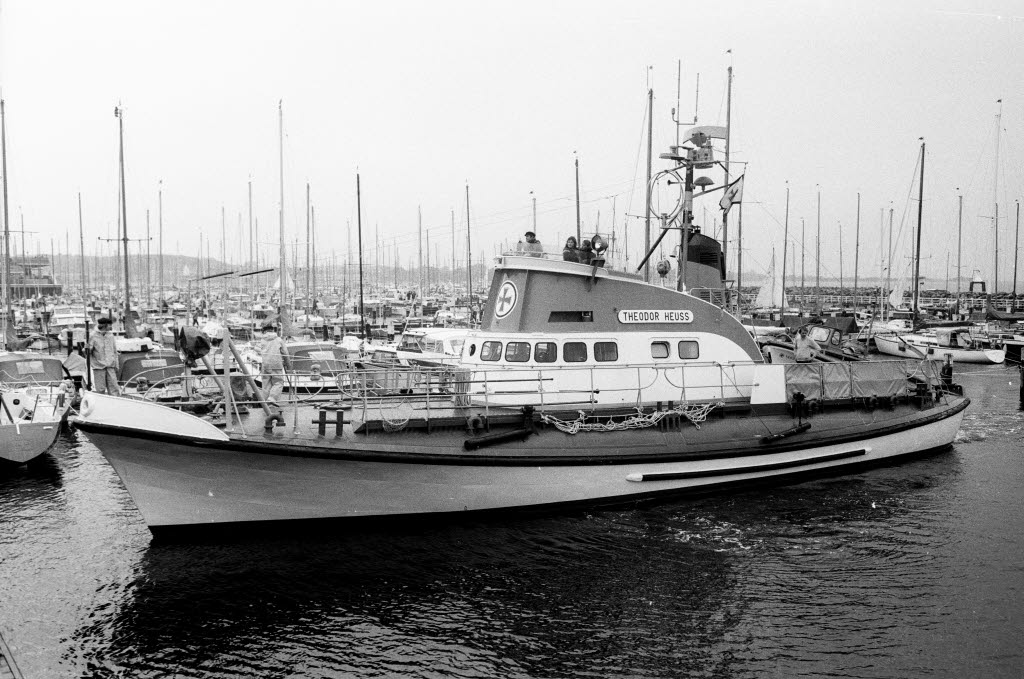
THEODOR HEUSS

| Stationierung von Motorrettungsbooten    |                                                      |                                                      |                                                      |                                                      |                                                      |                                                      |                                                      |
| Zeitraum                                 | Schiffsname                                          | Reg.-Nr.                                             | Länge oder Klasse                                    | Anz. Motoren ges. Leistung                           | Geschw.                                              | vorige Station                                       | Verlegung nach oder Verbleib                         |
| 1927 → 1932                              | HINDENBURG (I)                                       | KR V                                                 | 14,0 Meter                                           | 2 → 90 PS                                            | 8,0 kn                                               | Neubau                                               | ausgemustert                                         |
| 1932 → 1936                              | AUGUST NEBELTHAU (I)                                 | KRD 417                                              | 15,0 Meter                                           | 1 → 75 PS                                            | 8,5 kn                                               | von Cuxhaven                                         | → Friedrichskoog                                     |
| 1937 → 1940                              | HINDENBURG (II)                                      | KRD 432                                              | 16,6 Meter                                           | 1 → 200 PS                                           | 10,0 kn                                              | Neubau                                               | im Krieg verschollen                                 |
| 1940 → 1944                              | KONSUL KLEYENSTÜBER *                                | KRD 424                                              | 16,17 Meter                                          | 2 → 150 PS                                           | 9,0 kn                                               | von Pillau                                           | → Amrum                                              |
| 1945 → 1957                              | BORKUM                                               | KRB 210                                              | 14-m-Serie                                           | 1 → 150 PS                                           | 8,5 kn                                               | Werft-Neubau                                         | → Wangerooge                                         |
| Erl.:                                    | * KONSUL KLEYENSTÜBER umbenannt 1944 in BREMEN (III) | * KONSUL KLEYENSTÜBER umbenannt 1944 in BREMEN (III) | * KONSUL KLEYENSTÜBER umbenannt 1944 in BREMEN (III) | * KONSUL KLEYENSTÜBER umbenannt 1944 in BREMEN (III) | * KONSUL KLEYENSTÜBER umbenannt 1944 in BREMEN (III) | * KONSUL KLEYENSTÜBER umbenannt 1944 in BREMEN (III) | * KONSUL KLEYENSTÜBER umbenannt 1944 in BREMEN (III) |
| Stationierung von Seenotrettungskreuzern |                                                      |                                                      |                                                      |                                                      |                                                      |                                                      |                                                      |
| 1957 → 1963                              | THEODOR HEUSS                                        | KRS 2                                                | 23,2-Meter-Klasse                                    | 3 → 1.750 PS                                         | 20,0 kn                                              | Neubau                                               | → Laboe                                              |
| 1963 → 1988                              | GEORG BREUSING                                       | KRS 06                                               | 26-Meter-Klasse                                      | 3 → 2.400 PS                                         | 24,0 kn                                              | Neubau                                               | ausgemustert                                         |
| 1988 → 2020                              | ALFRIED KRUPP                                        | KRS 18                                               | 27,5-Meter-Klasse                                    | 3 → 3.292 PS                                         | 23,0 kn                                              | Neubau                                               | ausgemustert                                         |
| seit 2020                                | HAMBURG (IV)                                         | SK 40                                                | 28-Meter-Klasse                                      | 2 → 3.916 PS                                         | 24,0 kn                                              | Neubau                                               | auf Station                                          |

Quellen: 
- ALFRIED KRUPP
- GEORG BREUSING
- THEODOR HEUSS

## Ehrungen und Gedenksteine
Zu Ehren der 1940 verunglückten Rettungsmänner der HINDENBURG (II) steht auf einem Gedenkplatz an der Süderstraße auf Borkum ein Gedenkstein. Ein zweiter Gedenkstein an gleicher Stelle soll an die beiden Mitarbeiter der DGzRS erinnern, die 1995 bei der Kenterung der ALFRIED KRUPP auf See geblieben sind.